# Jung-myeon
Jung-myeon (koreanska: 중면)  är en socken i den norra delen av Sydkorea, 65 km norr om huvudstaden Seoul.  Den ligger vid gränsen till Nordkorea i kommunen Yeoncheon-gun i provinsen Gyeonggi. Endast två av socknens elva byar har bofast befolkning, resten ligger 
inom Koreas demilitariserade zon. 